# Verdun
Verdun è una città della Francia di 19 714 abitanti, sottoprefettura del dipartimento della Mosa, nella regione della Grand Est.
I suoi abitanti si chiamano Verdunois.

## Geografia fisica
Verdun è attraversata dalla Mosa, canalizzata nel suo corso nell'abitato. Il nome della città fino al 1970 era infatti Verdun-sur-Meuse.

## Storia
Verdun (Latino: Verodunum, Tedesco: Wirten) fu fondata dai Galli (il suo nome ha la radice Dunum, latinizzazione della parola celtica per oppidum, città).
La città è stata sede della diocesi omonima sin dal IV secolo.
Nel Trattato di Verdun dell'843, l'impero di Carlo Magno fu diviso in tre parti. Verdun divenne parte del regno centrale di Lotaringia e in seguito del Sacro Romano Impero, di cui era una città libera dell'Impero. Insieme con la diocesi di Toul e di Metz, il vescovado della città formò le cosiddette Tre Diocesi, divenute francesi nel 1552 (riconosciute nel 1648).
Durante tutto il Medioevo l'importanza di Verdun fu grande come mercato degli schiavi.
Fortificata da Vauban, la città fu tuttavia conquistata nel 1792 e nel 1870, durante la guerra franco-prussiana.
Nel 1916, la battaglia di Verdun fu uno dei conflitti principali della prima guerra mondiale sul fronte occidentale, durante la quale la città resistette a ogni assalto, anche grazie all'intuito del generale Philippe Pétain, che diresse moltissimi sforzi nella manutenzione dell'unica arteria stradale diretta a Verdun, la Voie Sacrée. Un adagio dei soldati francesi della Grande Guerra citava: «Se non avete visto Verdun, non avete visto la guerra», considerando anche le modeste dimensioni dell'area geografica interessata dagli scontri, nonché l'impressionante quantità di uomini che vi parteciparono. Parlare di Verdun nella Grande Guerra è sinonimo di «guerra totale», altresì nota anche come materialschlacht (battaglia di materiali).

### Onorificenze
Con 26 onorificenze ottenute, Verdun è la città più decorata di Francia e al mondo.

## Monumenti e luoghi d'interesse
Luoghi legati alla battaglia:
- la cittadella sotterranea;
- il centro mondiale della pace;
- il monumento della vittoria.

Nei dintorni:
- i forti di Vaux e Douaumont;
- l'ossario di Douaumont;
- il memoriale di Verdun e il villaggio di Fleury-devant-Douaumont (uno dei villaggi distrutti durante la battaglia);
- Montfaucon.

Altri monumenti:
- La torre Chaussée;
- Il museo della Princerie (archeologia, scultura medievale, maioliche);
- Cattedrale di Notre-Dame.

## Clima
| Verdun              | Mesi | Mesi | Mesi | Mesi | Mesi | Mesi | Mesi | Mesi | Mesi | Mesi | Mesi | Mesi | Stagioni | Stagioni | Stagioni | Stagioni | Anno |
| Verdun              | Gen  | Feb  | Mar  | Apr  | Mag  | Giu  | Lug  | Ago  | Set  | Ott  | Nov  | Dic  | Inv      | Pri      | Est      | Aut      | Anno |
| ------------------- | ---- | ---- | ---- | ---- | ---- | ---- | ---- | ---- | ---- | ---- | ---- | ---- | -------- | -------- | -------- | -------- | ---- |
| T. max. media (°C)  | 3,6  | 5,8  | 10,4 | 14,3 | 18,5 | 21,6 | 23,0 | 22,5 | 20,0 | 14,5 | 8,1  | 4,8  | 4,7      | 14,4     | 22,4     | 14,2     | 13,9 |
| T. min. media (°C)  | −1,4 | −0,7 | 1,4  | 4,3  | 7,6  | 11,0 | 12,4 | 12,2 | 9,9  | 6,0  | 2,5  | 0,0  | −0,7     | 4,4      | 11,9     | 6,1      | 5,4  |
| Precipitazioni (mm) | 69   | 60   | 54   | 49   | 69   | 75   | 65   | 75   | 61   | 60   | 68   | 74   | 203      | 172      | 215      | 189      | 779  |

## Società

### Evoluzione demografica
Abitanti censiti

## Amministrazione

### Gemellaggi
Verdun non è gemellata, per decisione del consiglio comunale successiva alla prima guerra mondiale, con alcuna città, per non discriminare nessun'altra amministrazione delle molte interessate al gemellaggio.